# Hans Heyer
Hans Johann Josef Heyer (Mönchengladbach, 16 marzo 1943) è un pilota automobilistico tedesco, campione europeo Turismo nel 1974 e tre volte vincitore della prestigiosa 24 Ore di Spa.

## Carriera
Debutta nel kart e vince due titoli olandesi tra il 1962 e il 1963. Torna in Germania dove corre nella Formula K, dove vince a più riprese il titolo tra il 1968 e il 1971 e ottiene anche due successi e un secondo posto tra il 1969 e il 1971 alla classica gara francese di durata, la 24 Ore di Brignoles.

### I successi con le vetture Turismo

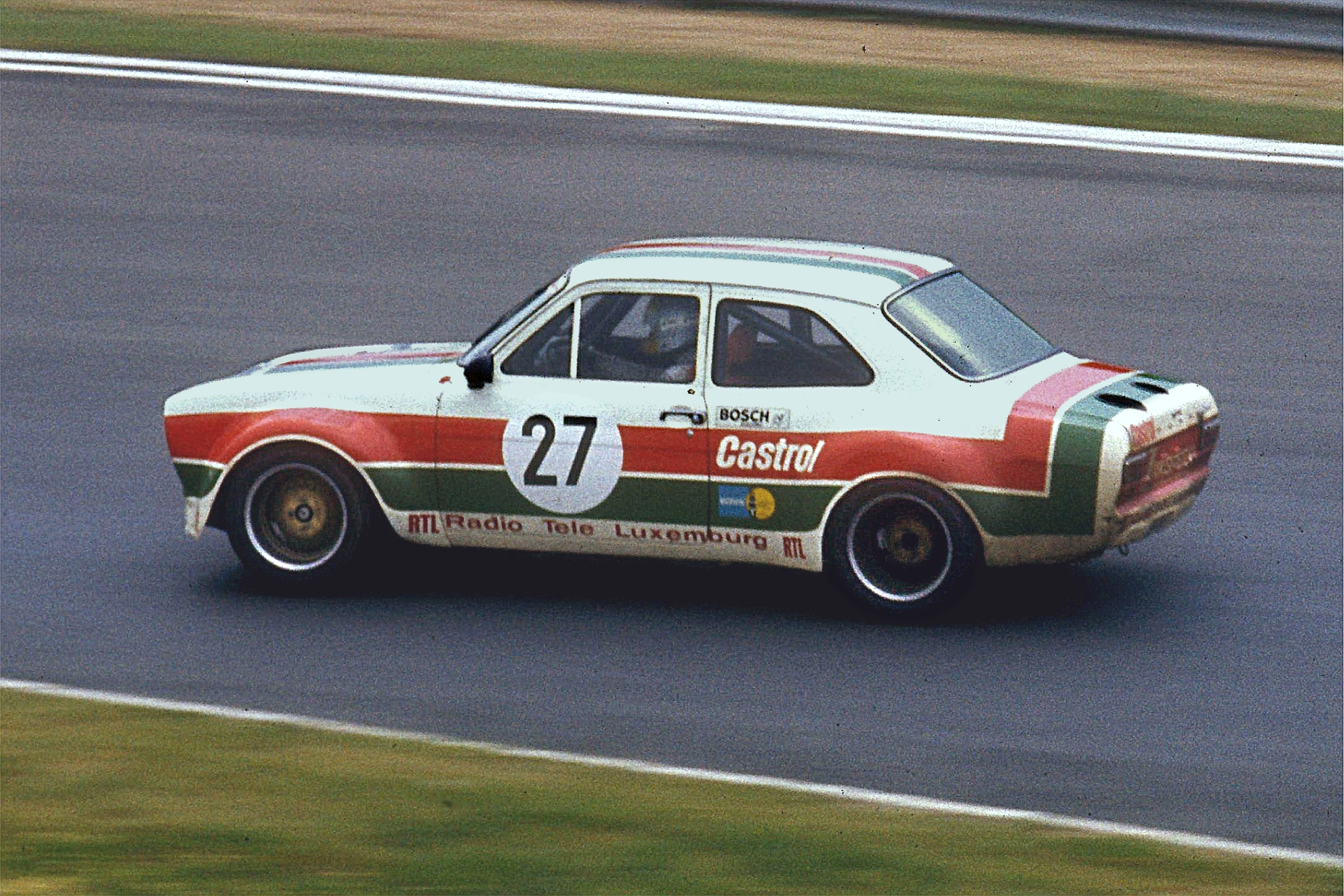
Heyer con la Ford Escort nel 1974

Passa nel 1970 all'Europeo Turismo, debuttando alla 6 Ore del Nürburgring con una BMW 2002 e conquistando il secondo posto alla prestigiosa 24 Ore di Spa del 1971 con una Mercedes-Benz 300 SEL 6,8 litri (la celeberrima Rote Sau, la madre di tutte le Mercedes-AMG), gara che farà sua nel 1982 con la BMW insieme al belga Eddy Joosen e al connazionale Armin Hahne, ripetendosi l'anno dopo con la stessa scuderia e nel 1984 con la Jaguar XJS ufficiale gestita della Tom Walkinshaw Racing e condivisa con i britannici Tom Walkinshaw e Win Percy.
Nel campionato continentale ottiene confortanti risultati: nono nel 1972, con la scuderia Zakspeed, correndo nel Gruppo 2 con una Ford Escort si laurea campione nel 1974; Per ben due volte è campione nell'antenato del DTM, il Deutsche Rennsport Meisterschaft (1975 e 1976), dopo il secondo posto del 1973 ad un solo punto di distacco dal vincitore. Intanto aveva debuttato con le vetture sport nel Campionato Internazionale Marche del 1971, partecipando alla 1000 km del Nürburgring al volante di una LBS 3 spinta da un motore Ford turbo.

### L'unica gara in Formula 1
Nel 1977 tenta l'avventura nella massima Formula, iscrivendosi al Gran Premio di Germania con una Penske PC4 del team tedesco ATS, che aveva rilevato le macchine e il materiale della scuderia statunitense ritiratasi alla fine della stagione precedente. Heyer non si qualifica per la gara ma ottiene la definizione di riserva nel caso qualcuno non possa prendere parte alla corsa. Pur schierato nella corsia dei box, alla partenza non può prendere parte alla gara in quanto tutti i 24 qualificati sono presenti all'appello. In un certo modo però entra nella storia di questo sport: infatti, sfruttando la confusione della partenza, parte illegalmente; tale avvenimento è quasi unico essendo capitato solo nel Gran Premio di Francia 1976 all'austriaco Harald Ertl e all'australiano Tim Schenken al Gran Premio degli Stati Uniti 1974. Dopo 9 giri si ritira per un problema alla trasmissione: solo allora i commissari di gara si accorgono di quanto accaduto e lo squalificano per cinque gare. Di conseguenza detiene il record negativo per: non essersi qualificato, non aver concluso il Gran Premio ed essere stato squalificato dallo stesso.

#### Risultati in Formula 1
| 1977 | Scuderia        | Vettura    |  |  |  |  |  |  |  |  |  |  |    |  |  |  |  |  |  | Punti | Pos. |
| ---- | --------------- | ---------- |  |  |  |  |  |  |  |  |  |  | -- |  |  |  |  |  |  | ----- | ---- |
| 1977 | ATS Racing Team | Penske PC4 |  |  |  |  |  |  |  |  |  |  | SQ |  |  |  |  |  |  | 0     |      |

| Legenda | 1º posto     | 2º posto | 3º posto    | A punti         | Senza punti/Non class.  | Grassetto – Pole position Corsivo – Giro più veloce |
| Legenda | Squalificato | Ritirato | Non partito | Non qualificato | Solo prove/Terzo pilota | Grassetto – Pole position Corsivo – Giro più veloce |

### Le gare di durata
Già negli anni settanta si impegna in gare di durata. Partecipa sporadicamente a gare del Mondiale Marche, mentre si schiera regolarmente alla 24 Ore di Le Mans dal 1972 al 1986 e non gareggia solo in tre occasioni: nel 1975 perché la scuderia Kremer Racing non porta in pista la Porsche 911 Carrera RSR iscritta per lui, Reine Wisell ed Erwin Kremer (uno dei titolari del team), nel 1978 perché non si qualifica con la Mercedes-Benz 450 SLC condivisa con Schickentanz e messa in pista dalla A.M.G. Motorenbau GmbH, nel 1985 perché la squadra ufficiale Jaguar non porta in pista le Jaguar XJR-6 perché ritenute a corto di preparazione. Da notare che il pilota tedesco non ha mai visto il traguardo di questa celebre corsa a causa di ripetuti guasti meccanici.
Nel 1980 è pilota ufficiale Lancia e vince di nuovo il DRM, al volante di una Lancia Beta Montecarlo Turbo del Gruppo 5, una vettura che lui stesso aveva contribuito a sviluppare; negli anni seguenti continua la collaborazione con la casa italiana per cui piloterà anche la LC1 e la LC2 nel 1982 e 1983.
Tra i successi che Heyer ottenne nelle vetture sport vi è la 12 Ore di Sebring del 1984 al volante di una Porsche 935. Partecipa anche a un'edizione della Dakar.
Pur provenendo dalla Germania era uso presentarsi negli autodromi con un tradizionale cappello tirolese. Anche suo figlio Kenneth è diventato corridore automobilistico.